# Daniel Cole
Daniel Cole (1983) je anglický spisovatel, který je známý svými kriminálními romány.

## Život a dílo
Působil v profesích, v nichž mohl pomáhat lidem, zvířatům nebo životnímu prostředí. Pracoval jako záchranář, později jako úředník Královské společnosti na ochranu zvířat před krutostí (Royal Society for the Prevention of Cruelty to Animals, RSPCA ). Byl činný i v organizaci zaměřující se na záchranu života v britských vodách (Royal National Lifeboat Institution, RNLI).
Jeho debutový román Ragdoll (Hadrový panák, 2017) se stal bestsellerem listu Sunday Times a byl přeložen do více než třiceti jazycích. V témže roce vyšlo pokračování knihy, thriller Hangman (Loutkář), závěrečný díl série Endgame (Konec hry) vyšel v roce 2019. V roce 2021 byl vydán román Mimic (Imitátor). Podle thrilleru Hadrový panák (Ragdoll) vznikl televizní seriál.
V roce 2024 navštívil Daniel Cole veletrh knih v Brně.